# Per Palmblad
Per Sigvard Palmblad, född 15 februari 1911 i Trelleborgs församling, Malmöhus län,  död 29 mars 1995 i Rängs församling, Malmöhus län, var en svensk målare och konditor.
Han var son till konditorn August Palmblad och hans hustru född Clementsson. Palmblad studerade vid Skånska målarskolan i Malmö men var huvudsakligen autodidakt som konstnär. Separat ställde han ut på Svärds konstsalong i Trelleborg och han medverkade i ett antal grupputställningar. Hans konst består av stilleben, hamnmotiv och landskapsmålningar där han har hämtat motiven från det Skånska landskapet.